# تکوما (مریلند)
تکووما (به انگلیسی: Takoma Park) شهری در ایالت مریلند کشور ایالات متحده آمریکا است که جمعیت آن در سرشماری سال ۲۰۱۰ میلادی، ۱۶٬۷۱۵ نفر بوده‌است.